# Geotrupes olgae
Geotrupes olgae là một loài bọ cánh cứng trong họ Geotrupidae. Loài này được Olsoufieff miêu tả khoa học năm 1918.